# Істреу
Істреу (рум. Istrău) — село у повіті Сату-Маре в Румунії. Входить до складу комуни Мофтін.
Село розташоване на відстані 443 км на північний захід від Бухареста, 25 км на південний захід від Сату-Маре, 118 км на північний захід від Клуж-Напоки.

## Населення
За даними перепису населення 2002 року у селі проживали 74 особи.
Національний склад населення села:
| Національність | Кількість осіб | Відсоток |
| -------------- | -------------- | -------- |
| румуни         | 69             | 93,2%    |
| угорці         | 5              | 6,8%     |

Рідною мовою назвали:
| Мова      | Кількість осіб | Відсоток |
| --------- | -------------- | -------- |
| румунська | 69             | 93,2%    |
| угорська  | 5              | 6,8%     |